# Savino Cossidente
Savino Cossidente (Lavello, 23 marzo 1916 – Marmarefià, 20 luglio 1940) è stato un militare italiano, carabiniere insignito di medaglia d'oro al valor militare

## Biografia
Ammesso nell’agosto 1936 alla legione allievi carabinieri in Roma, nel gennaio dell’anno successivo era nominato carabiniere a piedi. Partito volontario per l’A.O.I. (Africa Orientale Italiana) nel febbraio 1938 ed assegnato al gruppo di Addis Abeba prestava successivamente servizio a Nefasit, a Magalà ed infine, nel 1940 a Marmarefià.

## Dediche e riconoscimenti
Al suo nome è intitolata la caserma sede della Compagnia Carabinieri di Melfi (PZ).